# Liste des roses d'Allemagne de l'Est

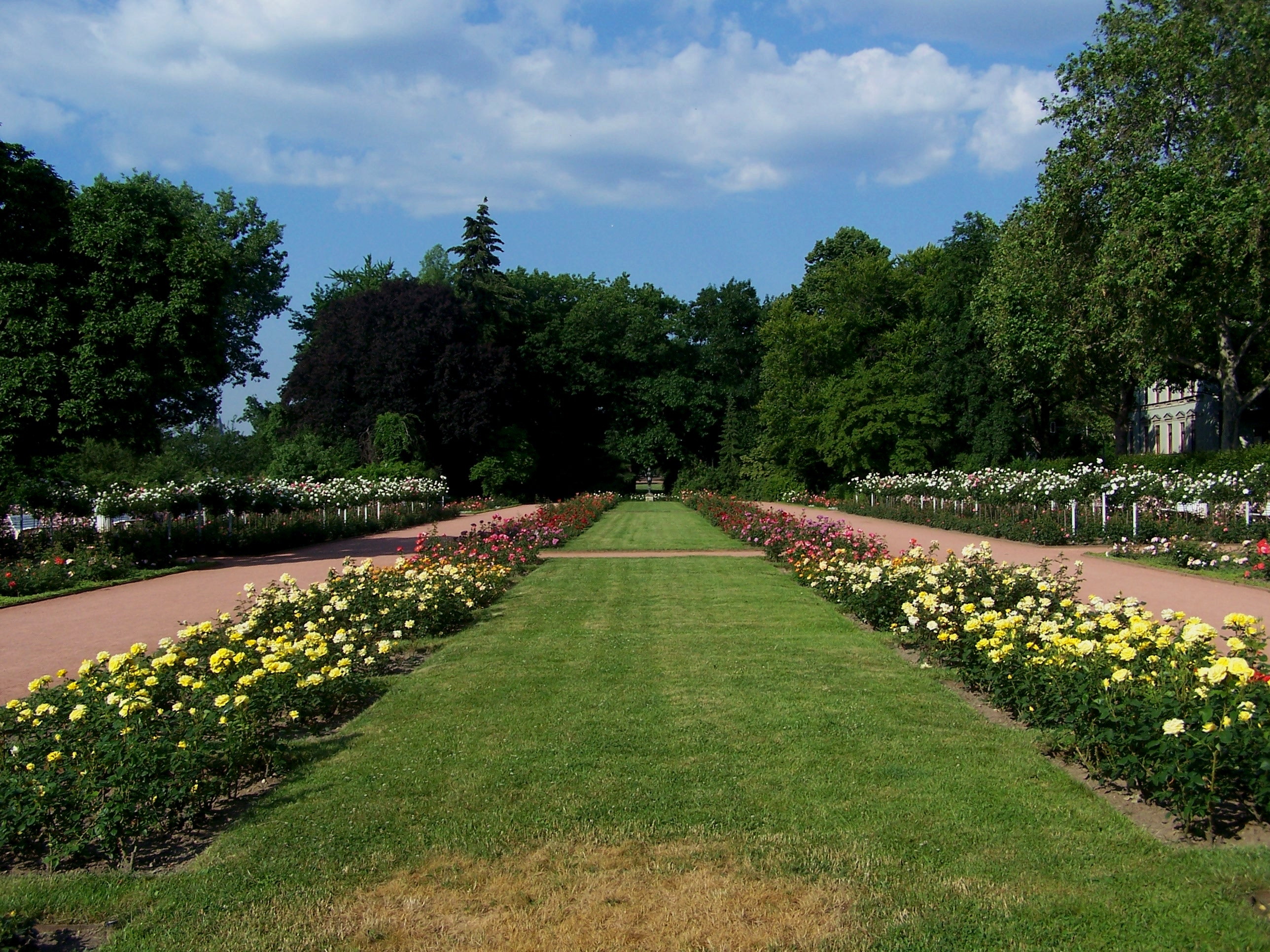
Vue de la roseraie de Dresde

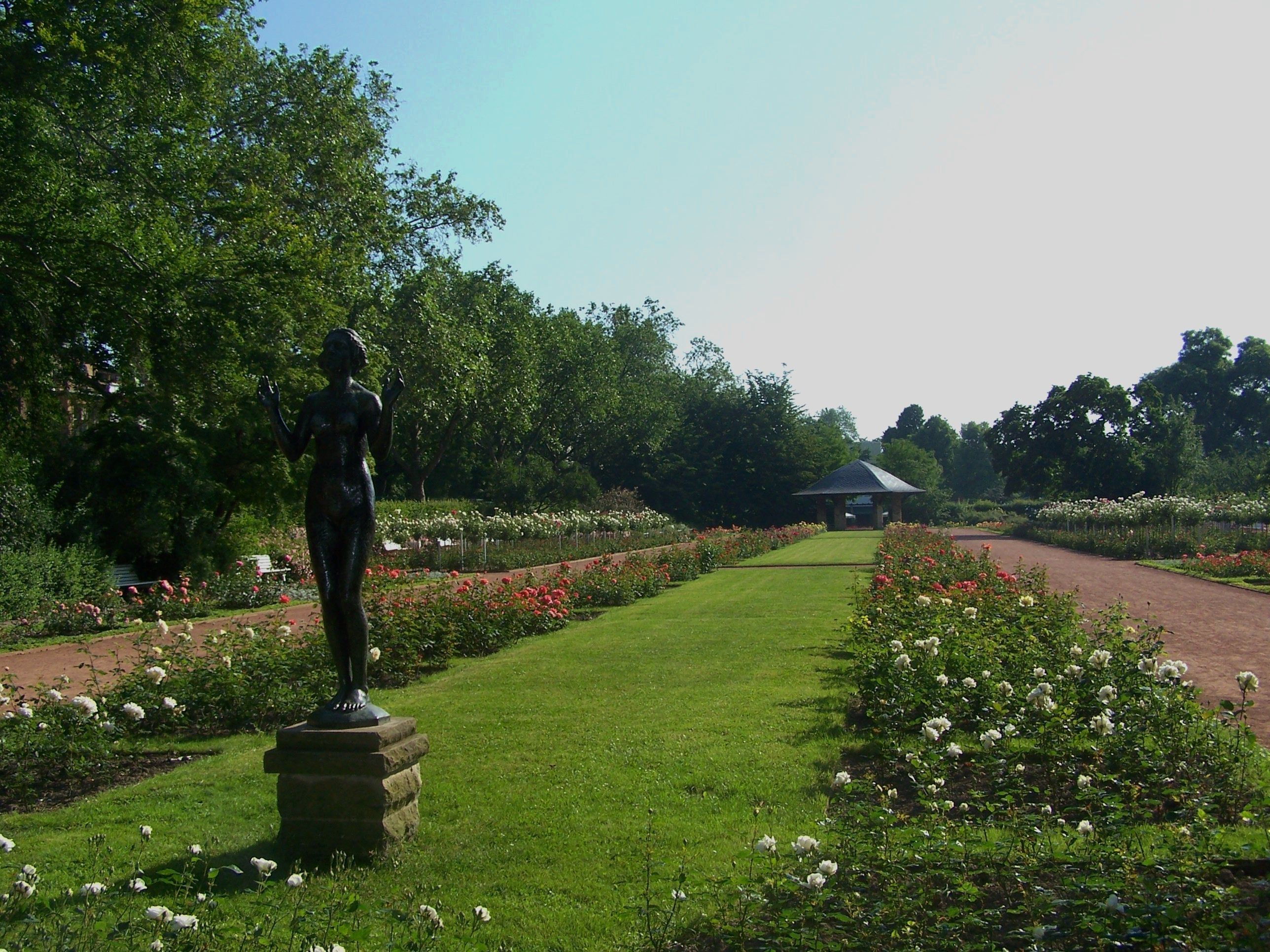
Une des allées de la roseraie de Dresde

Les roses d'Allemagne de l'Est, ou de RDA, sont des cultivars de rosiers particulièrement résistants au froid qui ont été obtenus pendant les années de l'existence de ce pays, essentiellement pour les marchés privés, à partir de 1954. La première obtention a été celle de 'Bad Langensalza', de Walter Berger, en 1954, puis de nouvelles roses ont été créées en particulier dans la coopérative agricole de jardinerie Octobre rouge (Roter Oktober). Dans leur grande majorité, ces roses, toujours présentées en Allemagne, notamment à la roseraie de Dresde, sont issues d'hybrides de thé.

## Liste des rosiers d'Allemagne de l'Est

### Recouvrant
- 1989 'Spitzenschleier', école de botanique de Dresde, rose

### Rosier floribunda
- 1980 'Abendrot', obtenteur: Klein, rose
- 1990 'Akzent', école de botanique de Dresde, jaune
- 1986 'Anita', entreprise de plantes ornementales de Dresde, rose
- 1975 'Apart', coopérative Roter Oktober, rouge
- 1954 'Bad Langensalza', Berger, rouge
- 1984 'Baltik', école de botanique de Dresde, couleur lilas
- 1964 'Barbarina', coopérative Roter Oktober, jaune
- 1956 'Bergers Koralle', Berger, rose
- 1972 'Blickfang', école de botanique de Dresde
- 1989 'Blumensommer', entreprise des plantes ornementales de Dresde, rouge
- 1982 'Cantus', école de botanique de Dresde, rouge
- 1956 'Csardas', Berger, rouge
- 1972 'Daniela', coopérative Roter Oktober, rose
- 1989 'Dessert', école de botanique de Dresde, rouge
- 1959 'Dolly', Berger, jaune
- 1975 'Effekt', coopérative Roter Oktober, rouge
- 1978 'Elbeglut', école de botanique de Dresde, rouge
- 1983 'Elbfreude', Schmadlak, coopérative Im Lockwitztal, rouge
- 1985 'Esprit', coopérative Roter Oktober, rouge
- 1985 'Festival', coopérative Roter Oktober, rouge
- 1970 'Fiametta', coopérative Roter Oktober
- 1984 'Florett', coopérative Roter Oktober, rose
- 1976 'Galina', entreprise de plantes ornementales de Dresde
- 1957 'Gnom', Berger, rose
- 1965 'Goldene Aue', coopérative Roter Oktober, jaune
- 1969 'Goldener Reiter', Viktor Teschendorff, jaune
- 1986 'Goldschmied', école de botanique de Dresde, jaune
- 1984 'Grit', coopérative Roter Oktober, blanc
- 1982 'Hermann Berger', coopérative Roter Oktober, rouge
- 1985 'Inspiration', école de botanique de Dresde, rose
- 1979 'Izetka Köpenicker', institut botanique de plantes ornementales de Köpenick, jaune
- 1980 'Jakojama', coopérative Roter Oktober, blanc
- 1978 'Juliska', école de botanique de Dresde, rouge
- 1990 'Klassik', coopérative Roter Oktober, rouge
- 1982 'Kombination', école de botanique de Dresde, rouge
- 1985 'Kosmos', école de botanique de Dresde, rouge
- 1982 'Magnet', école de botanique de Dresde, rouge
- 1988 'Menuet', coopérative Roter Oktober, rouge
- 1986 'Mirakel', école de botanique de Dresde, jaune
- 1972 'Odette', coopérative Roter Oktober, rose
- 1977 'Opus', coopérative Roter Oktober, rouge
- 1975 'Papagena', école de botanique de Dresde, rose
- 1964 'Pilurett', institut botanique de Pillnitz
- 1969 'Präsent', Viktor Teschendorff, jaune
- 1983 'Referenz' école de botanique de Dresde, rose
- 1984 'Reigen', coopérative Roter Oktober, couleur orange
- 1981 'Responso', coopérative Roter Oktober, couleur orange
- 1977 'Roko-Rose Altenburg', coopérative Roter Oktober, rouge
- 1983 'Roletta', coopérative Roter Oktober, rose
- 1979 'Rosa Sinfonie', école de botanique de Dresde, rose
- 1981 'Rosenfest', coopérative Roter Oktober, rouge
- 1965 'Rote Csardas', coopérative Roter Oktober, rouge
- 1981 'Sacramento', coopérative Roter Oktober, rouge
- 1990 'Safari', coopérative Roter Oktober, rouge
- 1987 'Salut', école de botanique de Dresde, rouge
- 1982 'Salzajubiläum',coopérative Roter Oktober, rouge
- 1969 'Samptosa', institut botanique de Pillnitz
- 1985 'Silberzauber', coopérative Roter Oktober, rose
- 1972 'Sommerlachen', coopérative Roter Oktober, jaune
- 1986 'Somerliebe', coopérative Roter Oktober, rose
- 1988 'Sommerschnee', institut de botanique de Dresde, blanc
- 1978 'Sonne der Freundschaft', coopérative Roter Oktober, jaune
- 1982 'Sonnengold', institut de botanique de Dresde, jaune
- 1989 'Tournee', institut de botanique de Dresde, jaune
- 1984 'Transit', institut de botanique de Dresde, rose
- 1982 'Trumpf', coopérative Roter Oktober, rouge
- 1987 'Variete', institut de botanique de Dresde, rouge
- 1975 'Weißes Meer', institut de botanique de Dresde
- 1958 'Wiener Blut', Berger, rouge
- 1954 'Zigeunerbaron', Berger, rouge

### Floribundagrandiflora
- 1972 'Variant', école de botanique de Dresde, blanc

### Grimpant
- 1984 'Expreß', école de botanique de Dresde, rose
- 1981 'Kontrast', coopérative Roter Oktober, rouge
- 1981 'Rosenfest', coopérative Roter Oktober, rouge
- 1969 'Schloß Dryburg', coopérative Roter Oktober, jaune
- 1969 'Schwarzer Samt', Viktor Teschendorff, rouge foncé
- 1959 'Weiße New Dawn', Berger, blanc

### Hybride depolyantha
- 1975 'Aladin', école de botanique de Dresde, rouge
- 1978 'Arabella', Schmadlak, rouge
- 1973 'Aspekt', école de botanique de Dresde, rouge
- 1972 'Bernstein', école de botanique de Dresde, jaune
- 1972 'Brennpunkt', école de botanique de Dresde
- 1965 'Charme', institut botanique de Köpenick, rose
- 1957 'Dreienbrunnen', Berger, rouge
- 1978 'Elbeglut', Schmadlak, rouge
- 1974 'Elbegold', Schmadlak, jaune
- 1968 'Feuerreiter', Viktor Teschendorff, rouge
- 1980 'Feuertaufe, coopérative Roter Oktober, couleur orange
- 1975 'Fortissimo', école de botanique de Dresde, rouge
- 1973 'Geschwister Scholl', coopérative Roter Oktober, blanc
- 1972 'Goldteppich', école de botanique de Dresde, jaune
- 1982 'Hurrikan', école de botanique de Dresde, rouge
- 1966 'Iga Erfurt', coopérative Roter Oktober, rose
- 1967 'Italienisches Dörfchen', Viktor Teschendorff, rouge
- 1972 'Izetka Spreezauber', institut botanique de Köpenick
- 1980 'Janos', école de botanique de Dresde, couleur orange
- 1965 'Jutta', institut botanique de Köpenick, rose
- 1977 'Komet', école de botanique de Dresde, rouge
- 1985 'Kosmos', coopérative Roter Oktober, rouge
- 1979 'Kristall', coopérative Roter Oktober, blanc
- 1969 'Mädi', coopérative Roter Oktober
- 1982 'Magnet', coopérative Roter Oktober, rouge
- 1979 'Mamaia', coopérative Roter Oktober, rouge
- 1985 'Mephisto', coopérative Roter Oktober, rouge
- 1978 'Mosaik', école de botanique de Dresde, couleur orange
- 1968 'N.L.Chrestensen', coopérative Roter Oktober, rose
- 1972 'Nathalie', coopérative Roter Oktober, jaune
- 1964 'Oberbürgermeister Boock', coopérative Roter Oktober, rouge
- 1977 'Opus', école de botanique de Dresde, rouge
- 1973 'Petito', école de botanique de Dresde, jaune
- 1964 'Pillnitzer Marcellina',  institut botanique de Pillnitz, rouge
- 1969 'Pinal', institut botanique de Pillnitz
- 1983 'Raduga', Schmadlak, jaune
- 1972 'Rakete', coopérative Roter Oktober, rouge
- 1972 'Revolution', coopérative Roter Oktober
- 1972 'Romanze', école de botanique de Dresde, rose
- 1982 'Salzajubiläum', coopérative Roter Oktober, rouge
- 1967 'Schloß Moritzburg', Viktor Teschendorff, rouge
- 1980 'Sonnengold', école de botanique de Dresde, jaune
- 1978 'Start', école de botanique de Dresde, jaune
- 1970 'Suleika', Zickler
- 1980 'Trix', école de botanique de Dresde, couleur orange
- 1977 'Ulrike', Schmadlak, rose

### Rosier buisson
- 1973 'Abraxas', école de botanique de Dresde, rouge
- 1974 'Alte Liebe', coopérative Roter Oktober, rouge
- 1978 'Arabella', école de botanique de Dresde, rouge
- 1987 'Ballade', coopérative Roter Oktober, rouge
- 1977 'Bastei', Schmadlak, coopérative Im Lockwitztal, rouge
- 1979 'Bonjour', coopérative Roter Oktober, rouge
- 1979 'Feuerfunken', coopérative Roter Oktober, rouge
- 1967 'Firlefanz', coopérative Roter Oktober, jaune
- 1974 'Fortissimo', coopérative Roter Oktober, rouge
- 1987 'Jupiter', coopérative Roter Oktober, rouge
- 1959 'Lausitz', Berger, rose
- 1972 'Lichtblick', école de botanique de Dresde, rose
- 1964 'Morgenröte', coopérative Roter Oktober, rose
- 1959 'Neiße', Berger, rose
- 1973 'Omul', coopérative Roter Oktober, jaune
- 1988 'Pegasus', université Humboldt de Berlin, rouge
- 1978 'Roko-Rose Altenburg', école de botanique de Dresde, rouge
- 1973 'Revolution', école de botanique de Dresde, rouge
- 1956 'Salza', Berger, rouge
- 1989 'Schloßgarten', coopérative Roter Oktober, rose
- 1988 'Spreeeglut', université Humboldt de Berlin, rouge
- 1967 'Träumerei', coopérative Roter Oktober, rose
- 1964 'Ufhoven', coopérative Roter Oktober, rose
- 1979 'Varna', coopérative Roter Oktober, couleur orange
- 1977 'Wartburg', coopérative Roter Oktober, jaune
- 1959 'Wehrinsel', Berger, rouge
- 1964 'Wörlitz', coopérative Roter Oktober, jaune

### Hybride de thé
- 1972 'Abu', école de botanique de Dresde, rose
- 1979 'Adagio', coopérative Roter Oktober, rouge
- 1975 'Aladin', coopérative Roter Oktober, rouge
- 1974 'Alte Liebe', coopérative Roter Oktober, rouge
- 1975 'Apart', coopérative Roter Oktober, rouge
- 1974 'Aspekt', coopérative Roter Oktober, rouge
- 1987 'Ballade', coopérative Roter Oktober, rouge
- 1981 'Basilika', école de botanique de Dresde, rose
- 1979 'Bonjour', école de botanique de Dresde, rouge
- 1965 'Carola', institut botanique de Köpenick, rose
- 1981 'Citrina', école de botanique de Dresde, jaune
- 1980 'Delphin', école de botanique de Dresde, couleur lilas
- 1965 'Desi', institut botanique de Köpenick, jaune
- 1975 'Dezent', école de botanique de Dresde, blanc
- 1975 'Effekt', école de botanique de Dresde, rouge
- 1983 'Elbfreude' école de botanique de Dresde, rouge
- 1987 'Eldorado', école de botanique de Dresde, jaune
- 1965 'Elektra', institut botanique de Köpenick, jaune
- 1956 'Fatiniza', Berger, rose
- 1984 'Festival', école de botanique de Dresde, rouge
- 1968 'Feuerreiter', institut botanique de Köpenick, rouge
- 1979 'Feuerfunken', coopérative Roter Oktober, rouge
- 1955 'Frau Elisabeth Wiegand', Berger, rose
- 1958 'Frau Jenny Wienke', Berger, rouge
- 1959 'Frau Minka Rödiger', Berger, rouge
- 1966 'Goldenes Prag', coopérative Roter Oktober, jaune
- 1986 'Gratulation', coopérative Roter Oktober, rouge
- 1958 'Hans Berger', Berger, rose
- 1968 'Izetka Spreeathen', institut botanique de Köpenick, rouge
- 1990 'Journal', école de botanique de Dresde, rouge
- 1980 'Jubel', coopérative Roter Oktober, rose
- 1980 'Junge Liebe', coopérative Roter Oktober, rose
- 1987 'Jupiter', école de botanique de Dresde, rouge
- 1965 'Karneol-Rose', institut botanique de Köpenick, rouge
- 1976 'Kasbek', école de botanique de Dresde, blanc
- 1972 'Katrin', coopérative Roter Oktober, rose
- 1989 'Kavalier', coopérative Roter Oktober, rouge
- 1977 'Komet', école de botanique de Dresde, rouge
- 1981 'Kontrast', école de botanique de Dresde, rouge
- 1979 'Lebensfreude', coopérative Roter Oktober, rouge
- 1988 'Magdeburg', école de botanique de Dresde, rouge
- 1972 'Mamaia', coopérative Roter Oktober, rouge
- 1988 'Melodie', coopérative Roter Oktober, rouge
- 1985 'Mephisto', école de botanique de Dresde, rouge
- 1989 'Meridian', école de botanique de Dresde, rouge
- 1983 'Motiv', école de botanique de Dresde, rose
- 1965 'Nadja', institut botanique de Köpenick
- 1977 'Ovation', école de botanique de Dresde, rose
- 1988 'Pegasus', école de botanique de Dresde
- 1969 'Permoser', institut botanique de Pillnitz, rose
- 1964 'Pilurett', coopérative Roter Oktober, rouge
- 1972 'Poiana', coopérative Roter Oktober, jaune
- 1964 'Professor Knöll', coopérative Roter Oktober, rouge
- 1985 'Profil', école de botanique de Dresde, rose
- 1986 'Promenade', école de botanique de Dresde, rose
- 1972 'Rakete', coopérative Roter Oktober
- 1964 'Roma', coopérative Roter Oktober, rouge
- 1972 'Rosella', coopérative Roter Oktober, rose
- 1965 'Rote Csardas', institut botanique de Köpenick, rouge
- 1981 'Sacramento', école de botanique de Dresde, rouge
- 1987 'Salut', école de botanique de Dresde
- 1980 'Salzagold', coopérative Roter Oktober, jaune
- 1977 'Salzaperle', coopérative Roter Oktober, rose
- 1977 'Salzaquelle', coopérative Roter Oktober, couleur lilas
- 1975 'Soliman', école de botanique de Dresde, rouge
- 1980 'Sommer', institut botanique de Köpenicker, jaune
- 1985 'Symbol', école de botanique de Dresde, rouge
- 1983 'Trend', école de botanique de Dresde, rouge
- 1965 'Undine', institut botanique de Köpenick, rouge
- 1981 'Vulkan', école de botanique de Dresde, rouge

### Rosier nain
- 1976 'Minirosa', école de botanique de Dresde, rose
- 1976 'Minirot', école de botanique de Dresde, rouge
- 1976 'Soliman', école de botanique de Dresden, rouge

## Source
- (de) Site officiel de la roseraie de Dresde